# 罗长坤
罗长坤（1958年4月—），重庆市人。汉族。加入中国共产党。西南师范大学教育学专业毕业。中国人民解放军少将。
2010年9月前，任中国人民解放军第三军医大学校长。2016年8月，卸任中国人民解放军第三军医大学校长职务。
2013年，当选第十二届全国人民代表大会解放军代表。